# 寺地町停留場
寺地町停留場（日语：／ Terajichō teiryūjō）是一座位於日本大阪府堺市堺區寺地町東1丁，阪堺電氣軌道阪堺線的停留場。車站編號為HN24。

## 車站構造
夾著平交道2面2線的地面車站。

## 相鄰停留場
阪堺電氣軌道
■阪堺線
宿院（HN23）－寺地町（HN24）－御陵前（HN25）

## 外部來源
- 阪堺電車 （页面存档备份，存于）（日語）
- 阪堺電車 觀光路線圖 （页面存档备份，存于）（日語）
- スズキナオ. . 集英社新書プラス. 集英社.   [2024-08-31]. （原始内容存档于2022-12-15）.（日語）